# Potter Puppet Pals
Potter Puppet Pals (Pacynkowi Przyjaciele Pottera) – seria filmików stworzona przez Neila Cicieregę parodiujących sagę Harry Potter napisaną przez J.K. Rowling.

## Emisja
Pierwsze dwa epizody zostały wykonane w formie animowanej (Adobe Flash) i opublikowane w 2003 na portalu Newgrounds.
26 września 2006 seria Potter Puppet Pals została reaktywowana w serwisie YouTube na kanale Neila jako „Potions Class”. Kolejne sześć epizodów Cicierega opublikował w latach 2006–2009. Około roku po opublikowaniu siódmego epizodu, na kanale Neila pojawiła się wideo zapowiedź nowego kanału związanego wyłącznie z Potter Puppet Pals. Tego samego dnia zostały opublikowane kolejne trzy filmiki. Potter Puppet Pals było również przedstawiane podczas niektórych imprez związanych z Harrym Potterem – m.in.  Yule Balls 2007 oraz Yule Balls 2010. Zarówno odcinki wykonane w technice Adobe Flash jak i live-action są dostępne na oficjalnej stronie Potter Puppet Pals.

## Postacie
Spora dawka humoru występującego w serii pochodzi z własnej interpretacji głównych postaci z Harry’ego Pottera. W większości postacie mają osobowości kontrastujące z tymi, które można spotkać w książkach.

### Główne postacie
- Harry Potter: W przeciwieństwie do bezinteresownej i pokornej postaci z książek, Harry jest arogancki i samolubny, podobnie jak jego ojciec w czasach uczęszczania do Hogwartu. Często widać jak nieumiejętnie tańczy, wykrzykując przy tym swoje imię dopasowując odpowiednio do rytmu. Zważywszy na to, że w serii książkowej Harry myśli głęboko o tym co robi, pacynkowy Harry jest impulsywny i nie bierze pod uwagę uczuć i opinii innych postaci. Od czasu do czasu znęca się nad swoim przyjacielem Ronem, poprzez naśmiewanie się z jego piegów oraz wagi w niektórych epizodach. W odcinku „The Vortex” („Wir”), Harry staje się ogromnie zazdrosny z powodu przyśpieszonego dojrzewania Rona i jego transformacji w „Ronaldo”. Harry jest liderem trio powodującego różne wygłupy, np. zbezczeszczenie prywatności Snape’a poprzez czytanie jego osobistego pamiętnika, czy przeklinanie i grożenie Nevillowi Longbottomowi.
- Ron Weasley: W przeciwieństwie do odważnego, lojalnego Gryfona jakim jest odpowiednik w serii książek, Ron jest nieco infantylnym chłopakiem mówiącym bardzo wysokim głosem. Często znęca się nad nim Harry (ale szybko dochodzi do siebie), mimo to zawsze towarzyszy mu w jego rozrabianiu. On bardzo lubi swoich przyjaciół, szczególnie Harry’ego, wydaje się, że lubi być w Hogwarcie, mimo wyraźnych oznak braków intelektualnych. Jego dziecinność czasami ściąga na niego dziwne spojrzenia kolegów. W bonusowej scenie epizodu „Trouble at Hogwarts” („Kłopoty w Hogwarcie”) można zauważyć, że Ron uwielbia motyle. Uważany jest przez Harry’ego za grubasa (epizody „Vortex” („Wir”) i „Snape's Diary” („Pamiętnik Snape’a”), mimo iż jego książkowy odpowiednik jest wysoki i szczupły. W wersji pacynkowej Ron ma takie same proporcje jak reszta postaci, co może być kolejnym przykładem znęcania się nad nim przez Harry’ego Pottera.
- Hermiona Granger: Hermiona jest prawdopodobnie najbardziej normalną postacią z całego trio, jednakże wydaje się, iż nie wygłasza prawdziwych opinii na temat danych wydarzeń, bardziej odgrywając rolę obserwatorki. Jest to odejście od serii książek, gdzie Hermiona szybko wygłaszała opinie na określone tematy, co jej przyjaciele robią, i była często postrzegana jako dość apodyktyczna. Inteligencja Hermiony jest krótko wspomniana, ale w niewielkim stopniu bazującym na swoim książkowym odpowiedniku. W bonusowej scenie epizodu „Trouble at Hogwarts” rzuca zaklęcie Ronnikus Explodikus na Rona, powodując jego eksplozję i zniknięcie jego głowy poza ekranem widza.
- Albus Dumbledore: bardzo ekscentryczna postać. Jego charakterystycznym zdaniem jest „Naked Time!” („Czas na goliznę!”) – wymawia to za każdym razem, gdy pozbywa się praktycznie całego ubrania z wyjątkiem czapki (na szczęście, jako pacynka nie jest anatomicznie poprawny). Wydaje się, iż spacerowanie nago sprawia mu przyjemność, choć często widać go mającego na sobie charakterystyczne purpurowe szaty. Dumbledore jest cierpliwą i spokojną postacią oraz, tak jak Ron, infantylną – widać to na przykładzie, gdy Snape opowiada mu swój sen (epizod „The Vortex”), Dumbledore wykrzykuje „Alas!” czy „Well, that's just fantastic!” („Po prostu świetnie!”). W przeciwieństwie do książkowego odpowiednika słynącego z dużej inteligencji i mądrości, pacynkowy Dumbledore nawet nie pamięta co się stało 5 minut wcześniej (epizod „Wizard Swears” („Czarodziejskie przekleństwa”)), gdy Snape przypomina mu że to on sporządził listę zakazanych słów. W epizodzie „Ron's Disease” („Przypadłość Rona”) po nieudanej próbie pobicia go przez Hagrida, ujawnia widzom że jest gejem androidem.
- Severus Snape: Snape często jest pierwszą postacią, na którą natrafia psocące trio. Zwykle wygłasza on wtedy długie monologi opisujące w jaki sposób ukarze trio, dając czas Harry’emu, Ronowi i Hermionie na znalezienie metody ucieczki. Nielubiany i lekceważony przez wszystkich oprócz Voldemorta, któremu służy w epizodzie „Mustache Buddies” („Wąsaci Kumple”). Jest to przeciwieństwem jego postawy w odcinku „Trouble at Hogwarts” („Kłopoty w Hogwarcie”), gdzie próbował zabić Voldemorta, co jednak mu się to nie udało (Voldemort „zabił” Snape’a). Snape często przedstawia swoją wrażliwą stronę. W swoim pokoju trzyma on pamiętnik, w którym opisuje swoje życie i dołujące go sytuacje, wspominając np. sen (możliwe wspomnienie) w którym poprosił matkę Harry’ego do tańca – „I asked her to dance... she asked me to die.” („Poprosiłem ją do tańca... ona poprosiła mnie żebym umarł.”). Ironicznie, Snape jest o wiele bliższy do osobowości Harry’ego z książek niż sam Harry Potter.
- Lord Voldemort: Voldemort pokazuje się sporadycznie, z głębokim i mającym echo głosem. Jest antagonistą, jednak nie tak bardzo złym, jakim jest jego książkowy odpowiednik. Stale próbuje zabić pozostałych bohaterów, ale nie udaje mu się to. Jego najbardziej udanym i jak dotąd jedynym pomyślnym planem było wysadzić w powietrze inne postacie, używając bomby rurowej (tykająca bomba przyczyniła się do utworzenia piosenki przez rytmiczne śpiewanie imion głównych bohaterów). Tak naprawdę nie ma wielkiej wrogości między Voldemortem a Harrym Potterem jaka występuje w książkach. Widać to szczególnie w odcinku „Ron's Disease” („Przypadłość Rona”), gdy Harry tuż po tym jak wykorzystał Hagrida do znokautowania Hermiony i Snape’a mijał Voldemorta – ten przywitał Harry’ego „Ah, Harry, I've been waiting for you” (ah, Harry, czekałem na ciebie”) przyjacielskim głosem. Jednak, gdy już był przygotowany, Harry przerwał całą akcję szybko odpowiadając „No time to chat, Voldemort! Gotta go!” („Nie mam czasu na pogawędki, Voldemort! Muszę iść!”), wywołując jedynie niezadowolenie u Czarnego Pana. Sami-wiecie-kto występuje w 7 odcinkach.

### Postacie drugoplanowe
- Neville Longbottom: W odróżnieniu od innych postaci, wykonanych z filcu, Neville występuje jako dynia piżmowa z konturami twarzy. W książkach przedstawiany jest jako niezdarny, ale również jako odważny i potrafiący pomóc przyjaciołom; w PPP ukazywany jest jako żałosny i tchórzliwy, z rzężącym głosem. Neville jest łatwym celem ataków ze strony Harry’ego, Rona i Hermiony. Neville również występuje w epizodzie „Wizard Swears” („Czarodziejskie przekleństwa”), gdzie Harry, Hermiona i Ron w jego obecności wypowiadają „najstarsze przekleństwo”, którego nigdy nie mieli nikomu powtórzyć, zgodnie z umową z Dumbledorem.
- Rubeus Hagrid: Hagrid lubi spać. Prawdopodobnie wciąż jest gajowym. Harry i Ron po raz pierwszy spotkali go w epizodzie „Ron's Disease” („Przypadłość Rona”) i, po uzgodnieniu z Harrym, który obiecał mu zostawiać pod drzwiami rybę przez cały miesiąc, atakuje Hermionę oraz Snape’a używając olbrzymiej maczugi. Hagrid próbuje także zaatakować Dumbledore’a, jednak nie udaje mu się to, a Dumbledore ujawnia swoją okropną tajemnicę: jest gejem androidem.
- Draco Malfoy: W odróżnieniu od pozostałych postaci, Draco Malfoy jest zrobioną z papieru miniaturową pacynką kierowaną przez pacynkę Harry’ego. Harry stworzył go w celu znęcania się nad nim. Po tym jak pacynka „irytuje” Harry’ego, ten zaczyna robić z papierowym Draco dziwne rzeczy (np. polewać go miodem) i ostatecznie podpala go na kuchence gazowej.
- Ginny Weasley: Siostra Rona, występuje w epizodzie „Ginny”. Dotychczas nie powiedziała ani słowa. Harry zawsze twierdzi, że Ginny jest „gorąca”, ale gdy orientuje się, iż wygląda zupełnie jak Ron a jedynymi różnicami są nieco dłuższe włosy i wstążka, rzuca sam na siebie zaklęcie Avada Kedavra.
- Cedrik Diggory: Cedrik pojawia się w epizodzie „Neville's Birthday” („Urodziny Neville’a”) jako narysowana twarz Roberta Pattinsona (który odgrywał rolę Cedrika w czwartej części) na stopie.

### Postacie jedynie wspomniane
- Argus Filch: Tak samo jak w książkach o Harrym Potterze, Filch uwielbia karać. Mówi się, że Filch jest przyjacielem Snape’a, mimo iż zapomniał złożyć mu życzeń z okazji urodzin i uwagi na temat jego zapachu. Filch jest wspomniany w odcinkach „Wizard Angst” („Strach czarodzieja”) i „Snape's Diary” („Pamiętnik Snape’a”).
- Zgredek: Harry wspomina, że raz śnił mu się koszmar w którym Zgredek wyjadał mu skórę. Zgredek wspomniany jest w epizodach „Wizard Swears” („Czarodziejskie przekleństwa”) i „Wizard Angst” („Strach czarodzieja”).
- Lucjusz Malfoy: Bardzo mało jest wspomniane na temat Lucjusza. Jedyne, co o nim wiadomo, to fakt, że gra w golfa ze Snape’em. Lucjusz jest wspomniany w odcinku „Snape's Diary” („Pamiętnik Snape’a”).
- Minerwa McGonagall: W epizodzie „Snape's Diary” („Pamiętnik Snape’a”) jest krótko wspomniane, że Minerwa przed całą szkołą zwróciła uwagę Snape'owi, że zgubił guzik od swojego płaszcza.

## Epizody

### Animacje w techniceAdobe Flash
| Nr | Tytuł angielski          | Nieoficjalny polski tytuł | Premiera         | Fabuła | Liczba wyświetleń w serwisie YouTube (mln) |
| -- | ------------------------ | ------------------------- | ---------------- | --- | ------------------------------------------ |
| 1  | „Bothering Snape”        | „Dręczenie Snape’a”       | 27 września 2003 | Harry i Ron umilają sobie czas dręcząc Snape’a. Ten stawia opór i unieszkodliwia ich przy pomocy zaklęcia Avada Kedavra. Niespodziewanie zjawia się Dumbledore i myśli, że Potter i Weasley „ucinają sobie popołudniową drzemkę”. Gdy Dumbledore grzebie w kieszeniach chłopaków, Snape znika. Na końcu Dumbledore krzyczy „Czas golizny!”, po czym pozbywa się swojego ubrania. | 0,8                                        |
| 2  | „Trouble at Hogwarts”    | „Kłopoty w Hogwarcie”     | 15 grudnia 2003  | Harry, Ron i Hermiona mówią co uwielbiają: Hermiona uwielbia naukę, Harry magię, a Ron Harry’ego. Zjawia się Dumbledore z ostrzeżeniem, że Czarny Pan atakuje Hogwart. Snape próbuje zabić Voldemorta zaklęciem Avada Kedavra, jednak zaklęcie nie działa a różdżka produkuje jedynie chmurę dymu z efektownym dźwiękiem. Voldemort zabija Snape’a tym samym zaklęciem. W międzyczasie Ron wpada na pomysł jak pokonać Sami-wiecie-kogo: po zabawie w chowanego z Czarnym Panem, Gryfoni wyczarowują karabiny maszynowe i strzelają do Voldemorta. Snape znów jest żywy. Harry, Ron i Hermiona ogromnie się cieszą. Na koniec zjawia się nagi Dumbledore. | 0,5                                        |
| 2½ | „Follow the Butterflies” | „Podążaj za motylami”     | 15 grudnia 2003  | Bonusowa scenka ukryta w epizodzie „Trouble at Hogwarts”. Ron bawi się z motylami, śpiewając piosenkę. Niespodziewanie zjawia się Hermiona i rzuca zaklęcie Ronnikus Explodikus przyczyniające się do dekapitacji Rona. | b.d.                                       |

### Live-action
| Nr | Tytuł angielski                                   | Nieoficjalny polski tytuł                                    | Premiera          | Fabuła | Liczba wyświetleń w serwisie YouTube (mln) |
| -- | ------------------------------------------------- | ------------------------------------------------------------ | ----------------- | --- | ------------------------------------------ |
| 3  | „Potions Class”                                   | „Lekcja eliksirów”                                           | 26 września 2006  | Trójka młodych Gryfonów jest na lekcji eliksirów. Snape wygłasza monolog na temat swoich umiejętności. Harry’ego to nie interesuje, aż do momentu w którym Snape mówi, że może go nauczyć „podrywać gorące panienki”. Od tego momentu Harry prosi Snape’a żeby nauczył go, jednakże Snape każe mu opuścić salę. Potem zjawia się Dumbledore chcący wypożyczyć odrobinę przeterminowanego mleka goryla. | 12,5                                       |
| 4  | „Wizard Angst”                                    | „Strach czarodzieja”                                         | 2 listopada 2006  | Harry doświadcza dziwnego lęku i obraża Rona. Następnie decyduje się na opuszczenie Hogwartu i zerwanie z magią, wyjaśniając, że śnią mu się koszmary ze Zgredkiem i nienawidzi goblinów. Każe Ronowi walczyć z Czarnym Panem, ale Ron jest zbyt przerażony i dyskutuje o tym z Hermioną. Dzięki „radzie” Dumbledore’a, Harry pozbywa się dziwnego nastroju. | 20,9                                       |
| 5  | „The Mysterious Ticking Noise”                    | „Tajemniczy hałas tykania”                                   | 23 marca 2007     | Snape słyszy tajemniczy, rytmicznie tykający hałas i próbuje śpiewać w kółko „Snape, Snape, Severus Snape”. W krótkiej chwili dołączają do niego Dumbledore, Ron, Harry i Hermiona. Ron znajduje źródło tykania: bombę rurową. Bomba wybucha, wysadzając wszystko w powietrze. Ujawnia się Voldemort, który nuci swoją melodię. | 115,1                                      |
| 6  | „Wizard Swears”                                   | „Czarodziejskie przekleństwa”                                | 1 grudnia 2007    | Dumbledore ogłasza listę słów, których nie wolno używać na terenie Hogwartu. Harry jest zaskoczony faktem, że czarodzieje mają swoje własne przekleństwa. Hermiona zachęca Harry’ego do przeczytania kilku, np. „Voldemort's nipple” („na sutek Voldemorta”). Snape słyszy niemiłe słowa i zamierza odebrać Gryffindorowi aż 500 000 punktów, jednak Gryfoni uciekają. Po ucieczce spotykają Neville’a Longbottoma i zmuszają go do klnięcia. Następnie dzwonią do Voldemorta w celu zrobienia żartu. Snape ponownie się pojawia, jednak tym razem w towarzystwie Dumbledore’a. Snape prosi dyrektora Hogwartu o wyrzucenie Gryfonów. Zamiast tego, przekazuje im 45-sekundowej długości „łańcuch” przekleństw znany jako „najstarsze przekleństwo”. | 27,9                                       |
| 7  | „School Is for Losers”                            | „Szkoła jest dla frajerów”                                   | 7 kwietnia 2008   | Harry śpiewa piosenkę o sobie i o tym, jaki jest super do momentu spotkania ze Snape’em. Mistrz eliksirów wytyka Harry’emu długą absencję od lekcji eliksirów (ponad 3 tygodnie). Dla Harry’ego to co mówi Snape jest niezrozumiałe. Potter uderza Snape’a, następnie gra na saksofonie. Na końcu obok postaci pojawia się napis „Harry Potter jest super”. | 11,7                                       |
| 8  | „Awakening of the Incorrigible”                   | „Niepoprawne przebudzenie”                                   | 16 maja 2008      | Bardzo krótkie (ok. 10 s długości) wideo, w którym pojawia się Dumbledore, a następnie znika. Epizod ten miał wcześniej inne nazwy. Na początku nazywał się on „Niepoprawne przebudzenie”; późniejsze nazwy to „HOLY CRAP, THIS VIDEO HAS OVER 2 MILLION VIEWS, WTF”, „HOLY CRAP, THIS VIDEO HAS OVER 3 MILLION VIEWS, WTF”, „The Squeakuel” (na podstawie Alvin and the Chipmunks: The Squeakquel), „Potter Puppet Pals: 2012” (na podstawie filmu 2012), „Brodyquest II” (na podstawie jednego z filmików Neila), a następnie „Albus Dumbledore Lists Your Good Qualities.” („Albus Dumbledore Wymienia Twoje Dobre Strony.”). | 6,0                                        |
| 9  | „The Vortex”                                      | „Wir”                                                        | 17 maja 2008      | Snape opowiada Dumbledore’owi swój sen, który jest „przełomem w życiu”, do momentu gdy zjawia się Harry wołając o niebezpieczeństwie. Harry z Dumbledore’em idą do Hermiony i tajemniczego wiru – Ron utknął w innym wymiarze i przechodzi proces dojrzewania. Dumbledore uwalnia Rona z wiru, ale Ron stał się już „cool”. Hermiona od razu się w nim zakochuje a Dumbledore stwierdza, że jest fajniejszy od Harry’ego. Potter staje się zazdrosny (m.in. twierdzi, że nikt w Hogwarcie nie może mieć więcej testosteronu niż on). Dojrzały Ron, Hermiona i Dumbledore tańczą, dopóki Harry nie przerywa zaklęciem powodującym cofnięcie Rona do momentu sprzed dojrzewania. Bohaterowie znowu tańczą, a Harry śpiewa. | 12,3                                       |
| 10 | „Ron's Disease”                                   | „Przypadłość Rona”                                           | 13 kwietnia 2009  | Ron złapał „czarodziejskie wszy”. Dumbledore radzi mu iść do Hagrida. Harry i Ron idą do domu gajowego i znajdują śpiącego Hagrida. Po wyjaśnieniu sytuacji, Hagrid zaczyna śpiewać co ma pomóc Ronowi. Niestety nic to nie daje. Hagrid postanawia uderzyć Rona dwukrotnie, co powoduje pozbycie się wszy. Harry wpada na pewien pomysł. Każe Hagridowi tak samo uderzać Hermionę, Snape’a i Dumbledore’a, który jednak jest odporny. Dumbledore ujawnia że jest androidem i do tego gejem. | 7,6                                        |
| 11 | „Snape's Diary”                                   | „Pamiętnik Snape’a”                                          | 15 lipca 2009     | Harry kradnie osobisty pamiętnik Snape’a i czyta go wspólnie z Ronem i Hermioną. Pamiętnik Snape’a jest pełen dołujących wpisów, takich jak jego sny, poniżanie ze strony Harry’ego, Rona czy Filcha, a także historia o zgubionym guziku. Widać też sceny, w których Snape zapełnia pamiętnik wpisami jedynie przy płomieniu zapalonej świecy. Harry uważa, że wpisy Snape’a są nudne i postanawia napisać notatkę na temat tego jak bardzo Harry Potter jest wspaniały. Ron także chce wpisać się do pamiętnika, ale jedyne co udaje mu się napisać to „ja... jestem... S...”. Zjawia się Snape, który łapie Gryfonów na grzebaniu w jego prywatnych rzeczach. Harry zrzuca całą winę na Rona, który twierdzi że podobała mu się historia o zgubionym guziku. Snape jest zaskoczony, po czym płacze. Na końcu filmiku widać jak Snape trzyma swój pamiętnik przy tej samej świecy. | 8,6                                        |
| 12 | „INSANELY important Potter Puppet Pals news!”     | „NIESAMOWICIE WAŻNY komunikat dotyczący Potter Puppet Pals!” | 28 lipca 2010     | Harry dowiaduje się od Hermiony, że jest pacynką, a „gość po dwudziestce, który bawi się pacynkami” steruje Potterem i jego otoczeniem. Harry przemawia na temat buntu pacynek i twierdzi, że zostanie nowym bogiem. Nagle wyskakuje Hermiona i prosi Harry’ego żeby opowiedział o nowym kanale na YouTube. | 1,6                                        |
| 13 | „Harry Potter personally welcomes you. Yes, you.” | „Harry Potter wita ciebie osobiście. Tak, ciebie.”           | 28 lipca 2010     | Harry opowiada o tym jak silnym jest czarodziejem, a następnie zaprasza na swój nowy kanał YouTube. | 2,3                                        |
| 14 | „Ron's Parents”                                   | „Rodzice Rona”                                               | 28 lipca 2010     | Gdy Ron pisze list do swoich rodziców, w pewnej chwili przychodzi Harry. Harry zaczyna być wściekły, ponieważ jego rodzice nie żyją i próbuje poprawić sobie nastrój chwaląc się swoim bogactwem. Ron pyta Harry’ego czy ten chce spędzić Boże Narodzenie w domu Rona. Harry szybko odpowiada „Tak”. | 2,7                                        |
| 15 | „Mustache Buddies”                                | „Wąsaci kumple”                                              | 28 lipca 2010     | Czarny Pan rozmawia ze Snape’em i przedstawia mu plan wyczarowania sobie wąsów. Ponieważ nie chce on się zbytnio wyróżniać, zaleca Snape'owi żeby ten również wyczarował swoje własne. Później Severus z wąsami zaczyna lekcję eliksirów. Gryfoni wpadają w przerażenie, rzucają czymkolwiek w Snape’a, a Hermiona wymiotuje. | 3,6                                        |
| 16 | „Harry’s Nightmares”                              | „Koszmary Harry’ego”                                         | 9 września 2010   | Harry opowiada o swoich najgorszych koszmarach, takich jak: - Snape atakujący Harry’ego przy pomocy młotka, - Harry rodzący Rona, - Hermiona uzależniona od amfetaminy, - Harry w średnim wieku, - Voldemort tańczący znacznie lepiej niż Potter, - Harry jest mugolem. Następnie zachęca widza do wpisania w komentarzu jego najgorszy koszmar i do subskrybowania jego kanału. Hermiona i Ron nie wiedzą o co chodzi. | 4,0                                        |
| 17 | „Draco Puppet”                                    | „Pacynka Draco”                                              | 13 września 2010  | Harry w odpowiedzi na liczne prośby prezentuje pacynkę Draco Malfoya. Pacynka w przeciwieństwie do pozostałych jest dużo mniejsza, zrobiona z papieru i fotografii aktora Toma Feltona (odgrywającego rolę Draco w filmach o Harrym). Następnie śpiewa piosenkę o rzeczach, które lubi Draco (chomiki, miód, pieniądze, mycie zębów, malowanie się, cęgi, kręgle, wiatrak oraz ogień), po czym niszczy go w kuchence gazowej. | 4,8                                        |
| 18 | „Ginny”                                           | „Ginny”                                                      | 29 maja 2011      | Harry chce zrobić dobre wrażenie na młodszej siostrze Rona, Ginny, która przez cały czas nic nie mówi. Po tym, jak nie udaje mu się zrobić dobrego wrażenia, prosi Rona o pomoc. Ron ma tymczasowo udawać Ginny. Harry’emu udaje się wyrazić to co czuje fałszywej Ginny. Jednakże, Ginny skróciła włosy i obecnie wygląda zupełnie jak Ron. Harry nie jest w stanie odróżnić Ginny od Rona z wstążką. W końcu postanawia popełnić samobójstwo, rzucając na samego siebie zaklęcie Avada Kedavra. | 2,8                                        |
| 19 | „Neville's Birthday”                              | „Urodziny Neville’a”                                         | 16 listopada 2011 | Dumbledore informuje Harry’ego, Rona i Hermionę o przyjęciu z okazji urodzin Neville’a. Poza trio zaproszeni zostali także Snape, Hagrid, Dumbledore oraz Cedrik Diggory wykonany jako rysunek twarzy Roberta Pattinsona (odgrywającego rolę Cedrika w ekranizacji czwartej części sagi) przy pomocy markera. Trio bawi się z Neville’em, po czym wspólnie idą zobaczyć tort urodzinowy. Z ciasta wyskakuje nagi Dumbledore, po czym śpiewa trwającą 40 sekund piosenkę „Happy Hogwarts Birthday”. W momencie, gdy bohaterowie dowiadują się, że tort uległ skażeniu, Harry razem z Ronem i Hermioną tłumaczą Neville'owi, że nikt go nie lubi. Neville pod wpływem słów wybucha. Harry’emu przez chwilę robi się przykro, po czym razem z innymi zjada resztki Neville’a. | 2,5                                        |